# لیلیا گلدونی
لیلیا گُلدونی (انگلیسی: Lelia Goldoni; ۱ اکتبر ۱۹۳۶ – ۲۲ ژوئیهٔ ۲۰۲۳) هنرپیشه اهل ایالات متحده آمریکا بود.
از فیلم‌هایی در آن نقش داشته می‌توان به آلیس دیگر اینجا زندگی نمی‌کند، خانه غریبه‌ها و سایه‌ها اشاره کرد.